# Priestewitz
Priestewitz is een gemeente en plaats in de Duitse deelstaat Saksen, en maakt deel uit van de Landkreis Meißen.
Priestewitz telt 3.163 inwoners.
De gemeente Priestewitz omvat naast de hoofdplaats de volgende plaatsen:
| - Altleis - Baselitz - Baßlitz - Blattersleben - Böhla - Böhla Bhf. - Dallwitz - Döbritzschen | - Döschütz - Gävernitz - Geißlitz - Kmehlen - Kottewitz - Laubach - Lenz - Medessen | - Nauleis - Piskowitz - Porschütz - Stauda - Strießen - Wantewitz - Wistauda - Zottewitz |

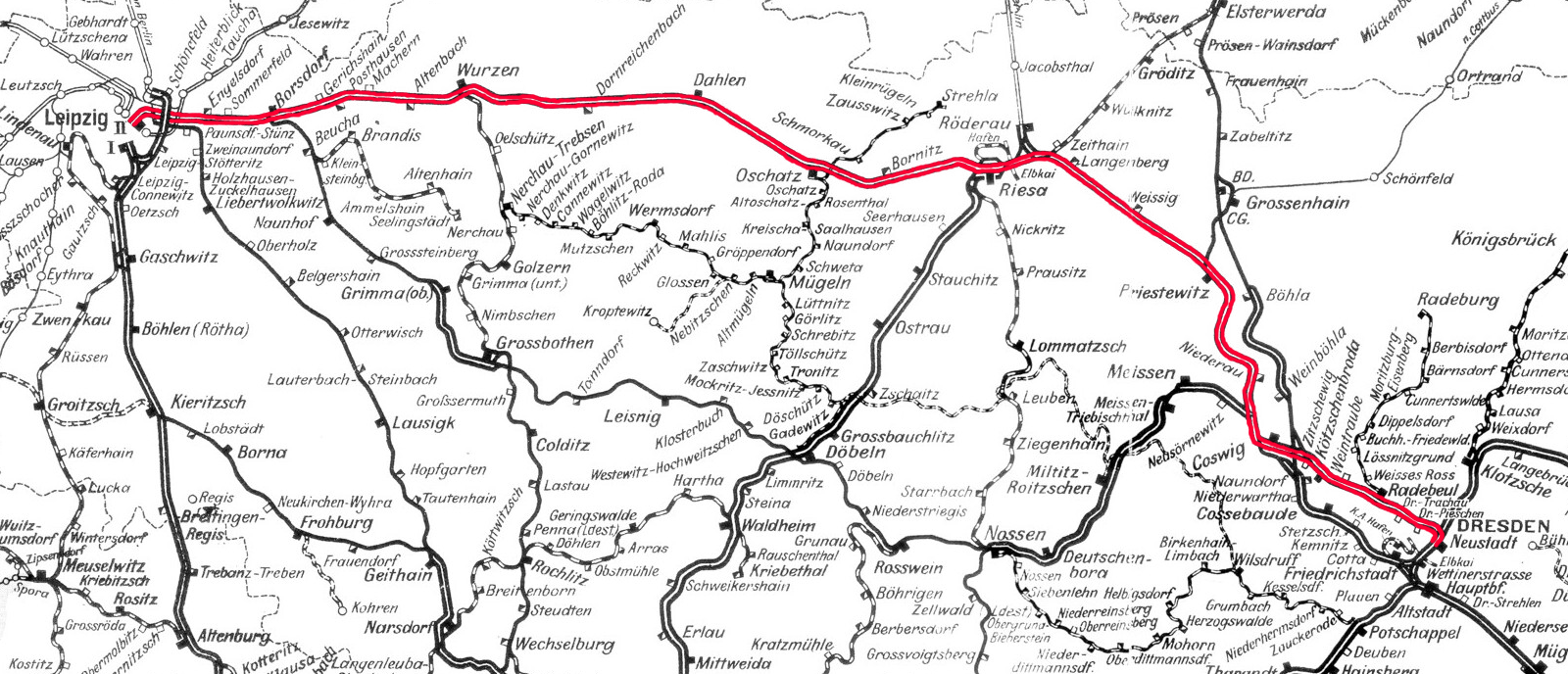
Trajectkaart spoorlijn Leipzig-Dresden (1902; situatie sindsdien niet fundamenteel gewijzigd)

Priestewitz heeft een station aan een klein spoorlijntje naar Großenhain Cottbuser Bahnhof v.v. en aan de spoorlijn Leipzig - Dresden.
Coswig ·
Diera-Zehren ·
Ebersbach ·
Glaubitz ·
Gröditz ·
Großenhain ·
Hirschstein ·
Käbschütztal ·
Klipphausen ·
Lampertswalde ·
Lommatzsch ·
Meißen ·
Moritzburg ·
Niederau ·
Nossen ·
Nünchritz ·
Priestewitz ·
Radebeul ·
Radeburg ·
Riesa ·
Röderaue ·
Schönfeld ·
Stauchitz ·
Strehla ·
Thiendorf ·
Weinböhla ·
Weißig a. Raschütz ·
Wülknitz ·
Zeithain